# André Roy (acteur)
Pour les articles homonymes, voir André Roy et Roy.
 (avril 2020).
 (juin 2022).
André Roy est comédien, humoriste, animateur, improvisateur, metteur en scène, auteur, réalisateur et producteur né à McLeods, au Nouveau-Brunswick.

## Biographie
Double diplômé de l’Université de Moncton, André Roy a un baccalauréat en information-communication et en art dramatique. En 1997, il fonde sa propre compagnie, Productions l’Entrepôt, de laquelle il est toujours le président et directeur artistique.
Au début de sa carrière, il devient le gérant, producteur et représentant de son groupe étudiant Les Mains d'Nez. Il se crée aussi un nom dans le milieu du théâtre où il occupera plusieurs chapeaux dont auteur, metteur en scène et comédien pour diverses compagnies de théâtre en Acadie comme le Théâtre populaire d'Acadie et le Théâtre l'Escaouette.  
Depuis 2001, il incarne le personnage de Peigne,,,, au Pays de la Sagouine situé à Bouctouche. En 2015, il écrit et réalise un documentaire pour la chaîne Unis TV et des capsules humoristiques pour TFO. Depuis ce jour, André Roy participe à plusieurs projets de documentaires ou séries de fiction en tant qu’auteur, réalisateur, producteur et comédien. Il a également collaboré à d’autres projets avec Radio-Canada. André Roy fait partie des visages de la relève du cinéma en Acadie. 

## Réalisations

### Télévision et médias numériques
Lauréat du concours Tremplin de l’ONF, son film Partie de moi ,, est présenté à la 30e édition du Festival international du cinéma francophone en Acadie (FICFA). Lors de l’édition précédente, en 2015, André Roy avait aussi proposé deux films, dont une fiction (Un dîner de Noël pas comme les autres) qu’il a écrit et réalisé et un documentaire (L’humour c’est secondaire) qu’il a produit et réalisé. Ce dernier est une série de deux documentaires qui a fait l’objet d’une diffusion sur la chaîne Unis TV en janvier 2016. 
Il continue de scénariser et réaliser plusieurs courts métrages ou capsules humoristiques, entre autres avec le Groupe Média TFO. En 2016, il a écrit et réalisé la série web, Le couch, dans lequel il y tient aussi un rôle. 
En 2017, André Roy réalise La troisième roue, un premier documentaire de réalité virtuelle en 360 degrés avec l’Office national du film. Ce documentaire met en lumière les sœurs Renelle et Alyssa Belliveau, atteintes de dystrophie musculaire. Au cours de la même année, le cinéaste acadien s’est rendu à Québec pour tourner Split, un court métrage de fiction qu’il a écrit et réalisé, grâce à un partenariat avec le FICFA et Spira.
En 2019, il coécrit et réalise un documentaire pour AMI télé intitulé La Force du rire dans lequel il présente trois personnes atteintes d’une maladie ou handicap différent, mais qui utilise l’humour pour en parler. À la suite de ce documentaire et du décès de Martin Saulnier, un humoriste vivant avec la dystrophie musculaire, Radio-Canada a acheté un second documentaire, également écrit et réalisé par André Roy, Martin Saulnier : Dernier rappel. Il a été diffusé en 2020.
De 2018 à 2020, André Roy coécrit la série télévisée Les Newbies (saison 1 et 2), avec Christian Essiambre et Frédéric Mallet. La série, coproduite par Productions du milieu (Acadie) et Juste pour rire TV (Québec), est présentée sur la chaîne Unis TV. André Roy y joue son propre rôle. Sa compagnie Productions l'Entrepôt produit le volet numérique des deux saisons et récolte deux nominations aux prix Gémeaux.
L'année 2020 se termine avec l'émission de variétés Le grand ménage des Fêtes diffusée sur la chaîne Unis TV.  En plus d'en être le producteur, André y est auteur, comédien et co-animateur avec les autres membres des Newbies. Les Productions l'Entrepôt produisent l'émission ainsi que le documentaire making-of Les coulisses du Grand ménage des Fêtes (ou comment tourner au temps de la Covid) qui relate les dessous du projet.
Comme comédien, André Roy fait également partie de la distribution des séries Le Siège (2017) (rôle principal), Le Clan (2015 - 2016), Belle-Baie (2008) et Comme dans l'espace (2021).
En 2021, André Roy, avec sa compagnie Productions l'Entrepôt, produit le jeu télévisé Ça fait la job animé par Luc LeBlanc.

### Théâtre
Sur scène, André Roy a joué dans plus d’une trentaine de pièces de théâtre en Acadie depuis sa diplomation. Parmi ces pièces se trouvent des œuvres d’Antonine Maillet et de Robert Gauvin, en plus de pièces des auteurs Herménégilde Chiasson, Evelyne de la Chenelière et Christian Essiambre. André Roy a également coécrit avec Mélanie Léger, la pièce Vie d’Cheval. Elle a été produite par le Théâtre l'Escaouette et le texte a été publié aux Éditions Prise de parole, en 2011.
| Année | Rôle                           | Pièce                        | Auteur                   | Metteur en scène        | Producteur                                      |
| ----- | ------------------------------ | ---------------------------- | ------------------------ | ----------------------- | ----------------------------------------------- |
| 2020  | Le gouverneur (rôle principal) | Les Mousquetaires au couvent | Louis Varney             | Karène Chiasson         | Université de Moncton et Productions l'Entrepôt |
| 2017  | Louis (rôle principal)         | Le Facteur                   | Christian Essiambre      | Christian Essiambre     | Théâtre de la Côte à X                          |
| 2016  | Alban (rôle principal)         | Enterré à vie                | Robert Gauvin            | Karène Chiasson         | Productions l'Entrepôt                          |
| 2015  | Big Ben, Bernadette et Moe     | 100% viril                   | Robert Gauvin            | Karène Chiasson         | Productions l'Entrepôt                          |
| 2014  | Peigne (rôle principal)        | Les Légendes de nos greniers | Antonine Maillet         | Luc LeBlanc             | Pays de la Sagouine                             |
| 2013  | Peigne (rôle principal)        | Peigne... était une fois     | Robert Gauvin            | Robert Gauvin           | Pays de la Sagouine                             |
| 2013  | Peigne (rôle principal)        | Peigne et Monique            | Luc LeBlanc              | Luc LeBlanc             | Pays de la Sagouine                             |
| 2011  | Peigne (rôle secondaire)       | Le Noël de la Sagouine       | Antonine Maillet         | Guillermo de Andrea     | Pays de la Sagouine                             |
| 2011  | Jackie (rôle principal)        | Wolfe                        | Emma Haché               | Emma Haché              | Théâtre l'Escaouette                            |
| 2010  | André (rôle principal)         | Plus que parfait             | A. Roy et Gauvin         | Luc LeBlanc             | Productions l'Entrepôt                          |
| 2010  | Peigne (rôle secondaire)       | Drôle de mariage             | Antonine Maillet         | Philippe Soldevilla     | Pays de la Sagouine                             |
| 2009  | Jake (rôle principal)          | L'Oiseau matinal             | Colleen Wagner           | Maurice Arsenault       | Théâtre populaire d'Acadie                      |
| 2008  | Frankirick (rôle principal)    | Vie d'cheval                 | A. Roy et Léger          | Marcia Babineau         | Théâtre l'Escaouette                            |
| 2008  | Henri (rôle principal)         | La Peau de l'autre           | Robert Gauvin            | Daniel Castonguay       | Pays de la Sagouine                             |
| 2007  | Antoine (rôle principal)       | Floconville                  | Mélanie Léger            | René Poirier            | Théâtre Alacenne                                |
| 2006  | Robert (rôle principal)        | Pour le français             | A. Roy et LeBlanc        | Andréi Zaharia          | Productions l'Entrepôt                          |
| 2005  | Alexandre (rôle principal)     | En panne                     | André Roy                | Chantal Cadieux         | DansEncorps                                     |
| 2005  | Jeff (rôle principal)          | La vie commence au théâtre   | Jean-Paul Alègre         | Robert Gauvin           | Productions l'Entrepôt                          |
| 2005  | Robert (rôle secondaire)       | Des fraises en janvier       | Evelyne de la Chenelière | Diane Losier            | Productions l'Entrepôt                          |
| 2005  | Roger (rôle principal)         | Roger Roger                  | Mélanie Léger            | Louis-Dominique Lavigne | Théâtre l'Escaouette                            |
| 2004  | De Monts (rôle principal)      | La Grande Séance             | Herménégilde Chiasson    | Andréi Zaharia          | TPA et Théâtre l'Escaouette                     |
| 2004  | Joël (rôle principal)          | Les Oiseaux de bonheur       | Robert Gauvin            | Daniel Castonguay       | Productions l'Entrepôt                          |

### Humour et improvisation
Comme humoriste de la francophonie canadienne depuis la fin de ses études secondaires, il a pris part, au fil des ans, à plusieurs tournées en solo et avec différents collectifs d’humour (Les Mains d’Nez, Siga et Les 203). En 2007, il a notamment assuré la première partie de Louis-José Houde avec son groupe Les 3 moustiquaires. En 2016, il a pris part à la tournée D’un rire à l’autre, laquelle était organisée par Juste pour rire et diffusée sur les ondes d’Unis TV. Il est aussi l’instigateur de La Revue acadienne, présentée pendant 13 ans et se voulant une rétrospective de l’année pour les francophones en Acadie. La Revue Acadienne a été diffusée sur les ondes de Radio-Canada Acadie de 2007 à 2013.
André Roy présente, en collaboration avec d'autres humoristes, un spectacle appelé S.I.M. (Spectacle d’improvisation modifiée) qui consiste à prendre des suggestions du public et de faire de l’improvisation sur les différents sujets. Il a également mis sur pied deux autres soirées, soit l’Entrepôt du rire, en 2013, qui propose des soirées stand-up qui permettent la découverte de nouveaux talents et de nouveaux numéros d’humour. Roy assura l’animation des premières éditions. En 2019, il met sur pied, avec Samuel Chiasson, une deuxième soirée, Une bière pis un punch, qui permet de présenter des humoristes francophones bien connus.
Comme improvisateur, il a participé à plusieurs matchs dans diverses ligues,.

### Metteur en scène
André Roy a signé la mise en scène de plusieurs pièces de théâtre, et de plusieurs spectacles dont le spectacle d’humour Boosté de Luc LeBlanc.

## Prix et distinctions
- 2004 et 2001: récipiendaire du prix d’excellence Pascal remis par la Faculté des arts de l’Université de Moncton.
- 2005, 2006 et 2017: récipiendaire de trois bourses de création d’artsnb pour les textes En panne, Vie d’Cheval et Split[32].
- 2009 : récipiendaire de la Bourse Bernard Cyr[4] pour l’avancement du théâtre en Acadie, laquelle lui a été remise par l’Association des théâtres francophones du Canada.
- 2019 : nomination aux Prix Gémeaux pour le volet médias numériques pour Les Newbies[33],[34],[35] .
- 2020 : nomination aux Prix Gémeaux pour le volet numérique de la deuxième saison de la série Les Newbies[18].